# 李端遇
李端遇（？—？）字小岩，号青渠散人，山东安丘人。清朝官员。

## 生平
李端遇是同治二年（1863年）癸亥恩科进士。留京历任吏部考功司主事、员外郎、郎中等职务。后来，升任光禄寺少卿、鸿胪寺正卿、太仆寺正卿、通政使司通政使、都察院右副都御史、工部侍郎兼钱法堂事务。李端遇多次出任考官。光绪二十一年三月《马关条约》签订后，光绪二十一年闰五月十三日，光绪帝发布保举人才的明发上谕。该旨下达后，保举人才的奏折纷至。其中，光绪二十三年九月初六日，通政使安徽学政李端遇保直隶候补道钱奎元。
清朝光绪二十六年五月二十一日，京师义和团正兴盛，慈禧太后命李端遇和国子监祭酒王懿荣充京师团练大臣。清廷颁布了宣战诏书之后，李端遇奉慈禧太后之命“统带义和团，会五城稽查，参与京城防守事宜”。光绪二十六年七月初六日，奉命兼署吏部右侍郎。八国联军攻占天津后，李端遇等人急奏：“天津失守，系倭人装扮拳民，夜赚城门，京城重地，不可不予为防备。”庚子事变结束后，李端遇不得志，翌年逝世。